# Кота
Кота је одређена тачка на карти с измереном надморском висином, означена посебним знаком и висином у метрима.